# Régate de Henley-on-Todd

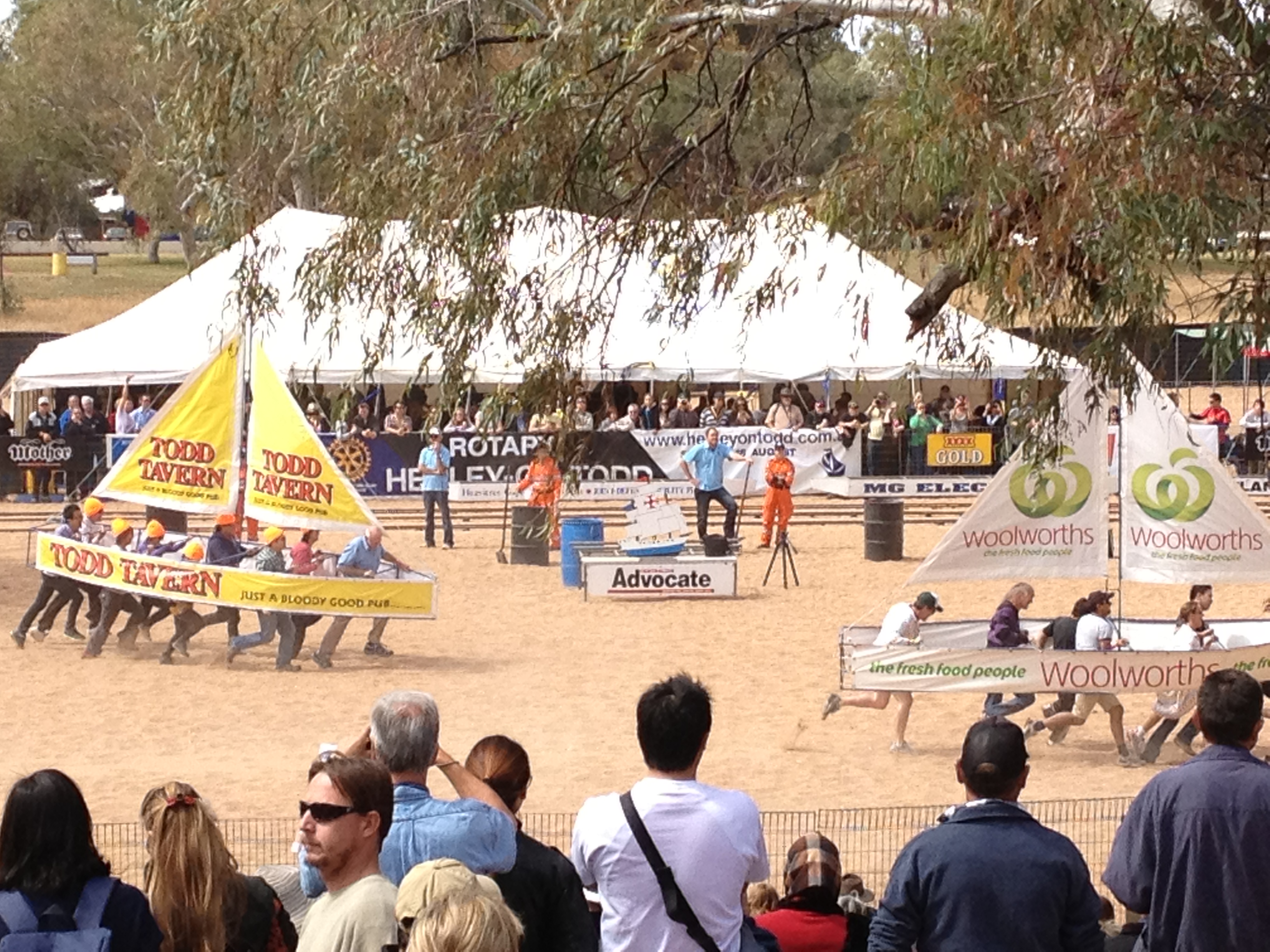
La régate en août 2012.

La régate de Henley-on-Todd (en anglais : Henley-on-Todd Regatta, aussi appelée « parcours de la rivière Todd ») est une course de « bateaux », parodie d'une véritable régate, qui se tient chaque année dans le lit sablonneux et sec de la rivière Todd à Alice Springs en Australie.

## La régate
Chaque printemps (autour de septembre en Australie), la ville organise une parodie de régate, qui attire un grand nombre de touristes et d’habitants des environs. Nourriture et boissons sont vendues aux stands, des panneaux « Pêche interdite » sont dressés et la fête dure toute la journée. C’est la seule régate sur rivière sèche du monde,. Et naturellement, c’est la seule régate à avoir été annulée pour cause de pluie ou d'eau dans la rivière. C’est arrivé en 1993, lorsque l’évènement fut annulé à la suite d'inondations,. Elle a aussi été annulée en 2020 à cause de la pandémie de Covid-19 puis en 2024 car les organisateurs ont envoyé trop tardivement certains documents.
Les « bateaux » sont faits à partir de cadres métalliques et adornés de bannières et de publicités. Les équipes de « rameurs » courent sur le  sable chaud en portant leurs faux bateaux ou encore en baignoire ou dans des cages d'écureuil. Pour le grand final, les équipes s’affrontent sur des « bateaux » (des tracteurs transformés) en une grande bataille de bombes de farine et de canons à eau. Beaucoup de spectateurs sont atteints par les projectiles. Il est difficile de déterminer qui a gagné la bataille finale, les juges eux-mêmes étant souvent touchés. 
Regarder des gens apparemment sains d’esprit faire la course dans des « eights » (« huits »), des « Oxford tubs » (« baignoires d’Oxford »), des « bath tubs » (« baignoires ») et des bateaux sans fond sur le sable de la rivière Todd est un spectacle unique parmi les évènements sportifs mondiaux qui attire beaucoup de participants locaux et internationaux.

## Histoire

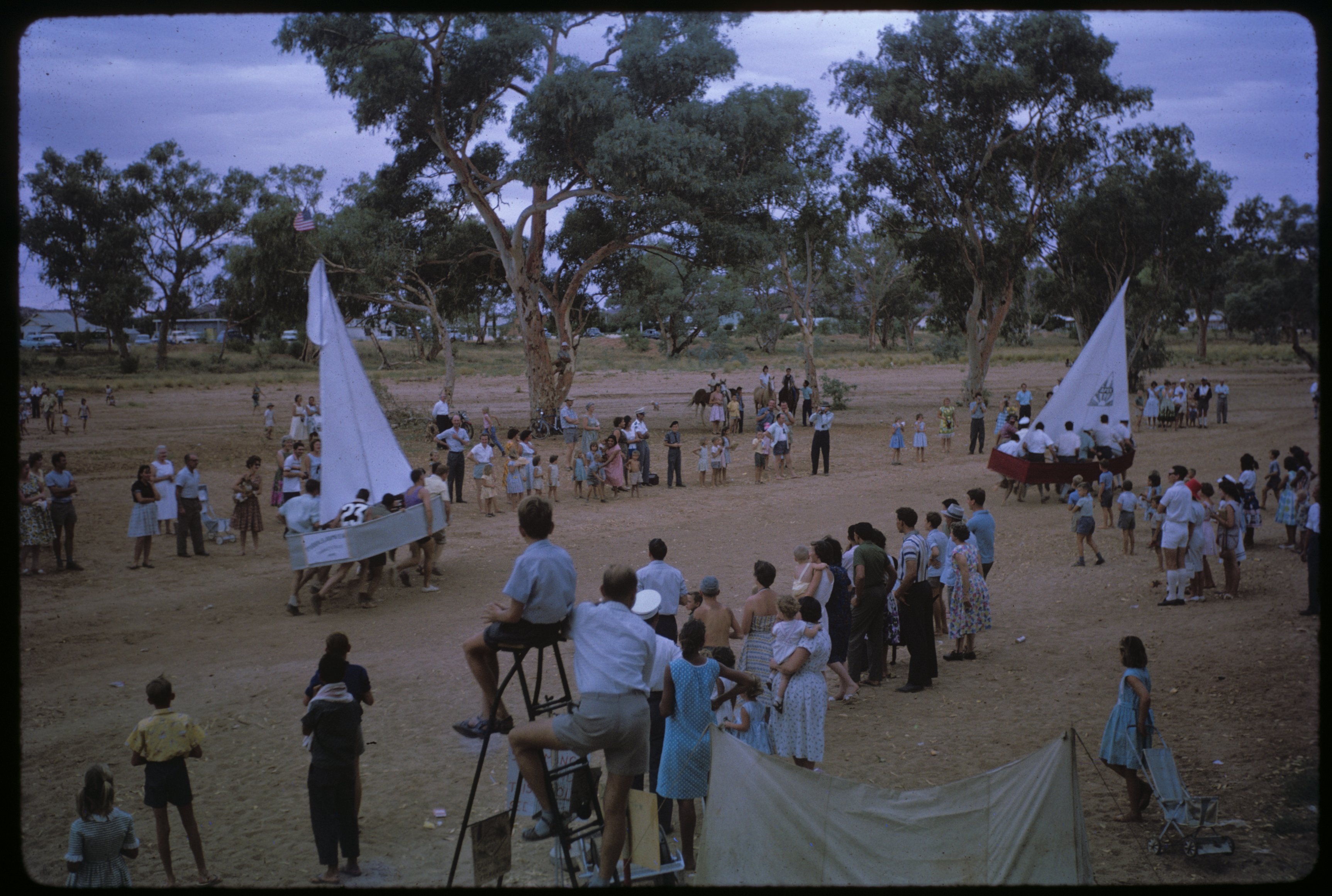
La régate en décembre 1962.

Tout a commencé en 1962— et continue — comme une blague contre les colonisateurs britanniques et l’atmosphère collet-monté de leurs courses nautiques, d’ailleurs toujours d’actualité. 
Reg Smith, du Bureau Météorologique d’Alice Springs, proposa d’organiser une régate, dans la succession de la célèbre Régate Royale d’Henley (à Henley-on-Thames, d’où le nom de la régate) en 1962. L’idée fut adoptée par le Rotary Club d’Alice Springs et  même si la ville se situait à 1 500 kilomètres du plan d’eau le plus proche, ce ne fut jamais considéré comme un problème. La Régate de Henley-on-Todd est toujours entièrement organisée par les volontaires des trois Rotary basés à Alice Springs. 
La rivière Todd fut nommée par l’arpenteur W.W. Mills en hommage à Lady Alice Todd (née Alice Gillam Bell), femme de Sir Charles Todd, receveur des postes d’Australie du Sud et esprit entrepreneur qui donna l’impulsion pour la création de la ligne télégraphique transaustralienne de Port Augusta à Darwin. La rivière est habituellement sèche, mais est sujette à inondations pendant la saison des pluies. Alice Springs fut fondée en 1871 pendant la construction de cette ligne. La 58e édition a été organisée en 2019.